# コントゥベルニウム
コントゥベルニウム（ラテン語：Contubernium）とは、ローマ軍団内の軍団兵の最小単位。8人の軍団兵から成り、十人隊長（デクリオン）によって統率された。また、この集団が兵舎のテントで生活をともに過ごす単位であり、集団内には鍛冶能力・木工工作・炊事能力などの日常生活に欠かせない技能を有する者もいた。10個コントゥベルニウムで1個ケントゥリアを構成する。
また褒章や懲罰はコントゥベルニウム単位で行われ、同じ集団の者が応じて待遇を受けた。もし仮に同じコントゥベルニウムに所属する者で不名誉な行為をする者がいれば、集団内で極刑である十分の一刑が行われた。その際には藁を使ったくじ引きが行われ、短い藁をつかんだ者は同じ集団の者より石打により殺された。